# Бухарський газоносний регіон — Ташкент — Бішкек — Алмати
Бухарський газоносний регіон — Ташкент — Бішкек — Алмати (БГР — ТБА) — трубопровідна система, призначена для поставок газу з узбецьких родовищ Бухарської та Кашкадар'їнської областей до столичного регіону, півдня Казахстану та півночі Киргизії.

## Перша нитка
Початок розробки у 1950-х роках запасів газу на правобережжі Амудар'ї дозволив розпочати газифікацію Узбецької РСР. В 1958—1961 рр. спорудили газопровід Джаркок — Бухара — Самарканд — Ташкент (ДБСТ), який транспортував продукцію родовищ Каганської групи (Джаркок, Сариташ, Караулбазар) та починався ділянкою Караулбазар — Каган довжиною 35 км. Крім того, невдовзі ввели в дію першу нитку газопроводу Газлі — Каган, що забезпечила доступ до ресурсу гігантського Газлінського родовища. ДБСТ був виконаний в діаметрі 720 мм (хоча також є відомості про використання труб діаметром 500 мм) та мав довжину 573 км. Невдовзі він був подовжений до казахського Чимкенту (Шимкенту), для чого проклали ділянку довжиною 119 км з тим же діаметром 720 мм.
ДБСТ мав проектну пропускну здатність на рівні 4,5 млрд.м3 на рік. Втім, цей показник міг бути досягнутий за умови спорудження компресорних станцій КС-1 «Каган» та КС-2 «Зірабулак», які стали до ладу не раніше 1965-го. Відомо, що в 1963-му було протранспортовано 2,1 млрд м3, з яких 1,5 млрд м3 використали споживачі районів Ташкенту, Чирчику, Ахангарану та Чимкенту. Серед великих споживачів можливо відзначити завод азотних добрив у Чирчику (переведений на газ в 1961-му), Ташкентську ТЕС, Навоїйську ТЕС (на обох станціях перші турбіни ввели в 1963-му), хімічний комплекс у Навої (періш виробництва введені в 1964-му).
В подальшому газопровід подовжили до Бішкеку (в ті часи Фрунзе, 1970 р.) та Алмати (1971 р.), так що його загальна довжина сягнула 1342 км. На першій ділянці траса була виконана в тому ж діаметрі 720 мм, який після Бішкеку змінювався на 530 мм. При цьому в 1966-му до системи подали додатковий ресурс з родовища Мубарек, для чого проклали трубопровід Мубарек — Зірабулак.
Додатковим елементом системи стало підземне сховище газу Полторацьке, що стало до ладу в 1965-му та було під'єднане до ділянки Чирчик — Чимкент.
В якийсь момент в районі Самарканду почала роботу компресорна станція КС-3 «Арал», а на ділянці між Самаркандом та Ташкентом з'явилась компресорна станція КС-3А «Янгієр», від якої відходив газопровід до Ферганської долини.

## Друга нитка
До 1980 року у складі системи БГР — ТБА спорудили другу нитку, яка починалась від Кагану та прямувала до Чимкенту. Після Галля-Аралу її траса дещо розходилась з маршрутом першої нитки та переходила на територію Казахстану в районі селища Чиназ. Діаметр другої нитки до Чіназу становив 1020 мм, після чого зменшувався до 820 мм.
Для перекачування ресурсу додатково звели компресорні станції КС-3Б «Чиназ» та КС-4 «Полторацька» (остання стала до ладу в 1980 році).

## Подальший розвиток
В якийсь момент між Зірабулаком та Полторацьким проклали ще одну нитку в діаметрах 1020 мм (до Чиназу) та 820 мм, тоді як ділянку Зірабулак — Янгієр підсилила нитка діаметром 1020 мм.
В 1988-му після Чимкенту систему сполучили з новим газопроводом Газлі — Чимкент, в місці сходження якого з БГР — ТБА з'явилась компресорна станція КС-4А «Самсонівка». Ділянку БГР — ТБА від Самсонівки та до району на схід від Таразу підсилили лупінгом діаметром 1020 мм, а в районі Таразі з'явилась компресорна станція КС-5 «Тараз».
Є відомості, що загальна пропускна здатність системи БГР — ТБА досягнула 23 млрд.м3 на рік.
Окрім ПСГ Полторацьке з системою також працювало ПСГ Акир-Тобе, введене в 1986-му на ділянці Тараз — Бішкек.

## Сучасний стан

### Розвиток узбецької підсистеми
Після надбання центральноазійськими республіками незалежності виникли певні проблеми з використанням системи БГР — ТБА. Між Узбекистаном та Киргизстаном неодноразово виникали суперечки відносно ціни на газ,  типовим наслідком чого був його несанкціонований відбір та наступне перекриття поставок до Киргизії, а разом з цим і до Алмати. Крім того, незадовільним був і технічний стан магістралі, особливо її киргизької ділянки, внаслідок відсутності необхідних ремонтних робіт — лише в 2015 році приступили до будівництва нової черги газопроводу по території Киргизії, що повинно було вирішити цю проблему. Хоча з Казахстаном в узбецької сторони не виникало особливих суперечок, проте для уникнення транзиту при постачанні столичного регіону в Узбекистані створили обхідний газопровід Янгієр – Ташкент.
В 2020-х роках новими великими споживачами блакитного палива в районі проходження системи стали Ташкентська ТЕС компанії Aksa Energy, Ташкентська ТЕС компанії Cengiz Energy, Янгієрська ТЕС, Сирдар'їнська ТЕС компанії Akwa Power.

### Розвиток казахської підсистеми
В 2003-му до КС-5 «Тараз» підключили газопровід Амангельди — Тараз, що транспортує продукцію малих родовищ Жамбилської області.
В 2013-му до КС-4А «Самсонівка» вивели газопровід Бейнеу — Бозой — Шимкент, який забезпечує подачу ресурсу з родовищ на заході Казахстану.
Станом на другу половину 2010-х незадовго до Алмати газопровід БГР — ТБА отримав бідирекціональну перемичку з системою Центральна Азія — Китай. Від місця приєднання цієї перемички до траси Центральна Азія — Китай починається газопровід Алмати — Талдикорган, який, таким чином, може отримувати ресурс як з Центральна Азія — Китай, так і з БГР — ТБА. Ще одне сполучення між БГР — ТБА та Центральна Азія — Китай забезпечує споруджений в 2012-му газопровід Кордай — Шу, який одночасно створює обхід території Киргизстану.
Для кращого забезпечення блакитним паливом споживачів в районі Алмати в 2014-му проклали відгалуження Алмати — Байсерке — Талгар довжиною 64 км та діаметром 720 мм, що обходить Алмату по північному напівкільцю.
Протранспортований по БГР — ТБА ресурс можуть або могли використовувати Шимкентський свинцевий завод, Шимкентська ТЕЦ-1, Шимкентська ТЕЦ-3, Жамбилська ТЕС, Таразька ТЕЦ, Алматинська ТЕЦ-1.